# Zebraer
 "Zebra" omdirigeres hertil. For andre betydninger af Zebra, se Zebra (flertydig).
Zebraer er en underslægt i hesteslægten blandt de uparrettåede hovdyr. De har karakteristiske hvide og sorte striber og lever i flokke på savanner i det centrale, sydlige og østlige Afrika. Zebraerne er kønsmodne efter 2½-3 år. Drægtighedsperioden varer omkring 12 måneder, hvorefter de får et enkelt føl med en vægt på ca. 30 kg. Føllet dier i ca. 1 år. De kan blive op til 25-30 år gamle. Zebraen er planteæder.

## Arter
Der er tre zebraarter, og mindst otte underarter: 
- Grevys zebra (Equus grevyi)
- Bjergzebra (Equus zebra)
  - Cape bjergzebra, Equus zebra
  - Hartmanns bjergzebra, Equus hartmannae
- Almindelig zebra eller Steppezebra (Equus burchelli)
  - Quagga, Equus quagga quagga (Uddød)
  - Burchells zebra, Equus quagga burchellii
  - Grants zebra (Equus burchelli boehmi)
  - Selous' zebra, Equus quagga borensis
  - Chapmans zebra/Damara zebra (Equus burchelli antiquorum, Equus quagga chapmani)
  - Crawshay's Zebra, Equus quagga crawshayi

En krydsning mellem zebra og et andet dyr fra hesteslægten kaldes en zebroid. Steppezebraen kan ligesom hesten krydses med æslet. Her i Danmark blev der på Bornholm for år tilbage født en sådan krydsning. Mere almindeligt er krydsning mellem zebra og hest. Der findes hele flokke af sådanne vilde krydsninger i Sydafrika.

## Udseende
Zebraer har karakteristiske mørke og lyse tværstriber. De har lange ører, opadstående manke og små hove. Hver art kendes på stribernes mønstre. Striberne er hvide på sort  eller mørkebrun bund, hos føllene dog lys rødbrun. Steppezebraen kan bl.a. kendes på, at der er "skyggestriber" i de hvide striber. Zebraen vejer ca. 250 kg. Den måler 240 cm i længden og 125 cm i skulderhøjde (stangmål).

## Adfærd
Zebraer er et flokdyr. De lever i småflokke på op til ca. 16 medlemmer, 1 hingst med hopper og deres føl. Når en hingst bliver kønsmoden, bliver den jaget ud af flokken af sin far. Hingste uden flok kan finde sammen i ungkarleflokke eller leve alene. Hingstene kan finde på at kidnappe hopper fra andre flokke, og unge hopper er mere tilbøjelige til at blive kidnappet end ældre hopper.
Hingstens opgave (ud over at stjæle hopper fra hinanden) er også at forsvare flokken mod løver og hyæner. Man har eksempler på, at et spark fra en zebra har slået en plettet hyæne ihjel. Men også zebraens bid kan være farligt. Hingsten har tydeligt kraftigere hals end hoppen med henblik på bedre at kunne slås mod de andre hingste.
Det er meget vanskeligt at træne en zebra til ridning eller til at trække en vogn, men der er eksempler på at det er gjort. I filmen Fartstriber blev der redet på en rigtig zebra.